# Steve Wozniak
Stephen (hay Stephan) Gary "Steve" Wozniak (sinh ngày 11 tháng 8 năm 1950), biệt danh là Woz, là một kỹ sư máy tính, lập trình viên người Mỹ, người đồng sáng lập Apple Inc. với Steve Jobs và Ronald Wayne. Wozniak tạo ra máy tính Apple I và máy tính Apple II vào giữa những năm 1970, góp phần đáng kể vào cuộc cách mạng máy vi tính của thời kỳ đó. Ngoài có biệt danh phổ biến "Woz", Wozniak cũng đôi khi được gọi là "Phù thủy tuyệt vời của Woz" và "iWoz" (một tham chiếu đến lược đồ đặt tên cho nhiều sản phẩm của Apple). "Woz" (viết tắt cho "Wheels of Zeus) cũng là tên của một công ty Wozniak thành lập. Ông là đôi khi được gọi là các "Steve khác" của Apple Computer.
Năm 1970, Wozniak trở thành bạn của Steve Jobs, khi Jobs làm việc hè ở Hewlett-Packard (HP), nơi Wozniak lúc đó cũng đang làm việc với một Máy tính lớn. Theo cuốn tự truyện của Wozniak, Jobs đã có ý tưởng bán máy tính như một lắp ráp đầy đủ như một Mạch in. Wozniak, lúc đầu hoài nghi, sau đó đã được thuyết phục bởi Jobs rằng ngay cả khi họ đã không thành công, họ ít nhất có thể nói với các con cháu của họ họ đã có công ty riêng của họ. Cùng nhau họ đã bán được một số các tài sản của họ (như Wozniak của HP khoa học máy tính và Jobs Volkswagen van), tăng USD $ 1300, và lắp ráp các nguyên mẫu đầu tiên trong phòng ngủ Jobs và sau khi có được không để lại không gian trong nhà để xe Jobs. Wozniak của căn hộ tại San Jose đã được lấp đầy với các màn hình, các thiết bị điện tử, và một số trò chơi máy tính Wozniak đã phát triển, tương tự như SuperPong nhưng với overs giọng nói để blips trên màn hình.
Đến năm 1975, Wozniak đã thôi học Đại học California, Berkeley và phát triển các máy tính mà cuối cùng đã làm cho ông nổi tiếng. Ông đã tự mình thiết kế phần cứng, thiết kế bảng mạch, và hệ điều hành cho Apple I. Với thiết kế của Apple I, ông và Công việc chủ yếu làm việc để gây ấn tượng với các thành viên khác của Câu lạc bộ máy tính có trụ sở tại Palo Alto, Homebrew, một địa phương nhóm thiết bị điện tử người có sở thích rất quan tâm đến máy tính, một trong những trung tâm chính được thành lập thời kỳ home hobbyist, về cơ bản tạo ra các ngành công nghiệp máy vi tính trong nhiều năm.